# Mazda Demio

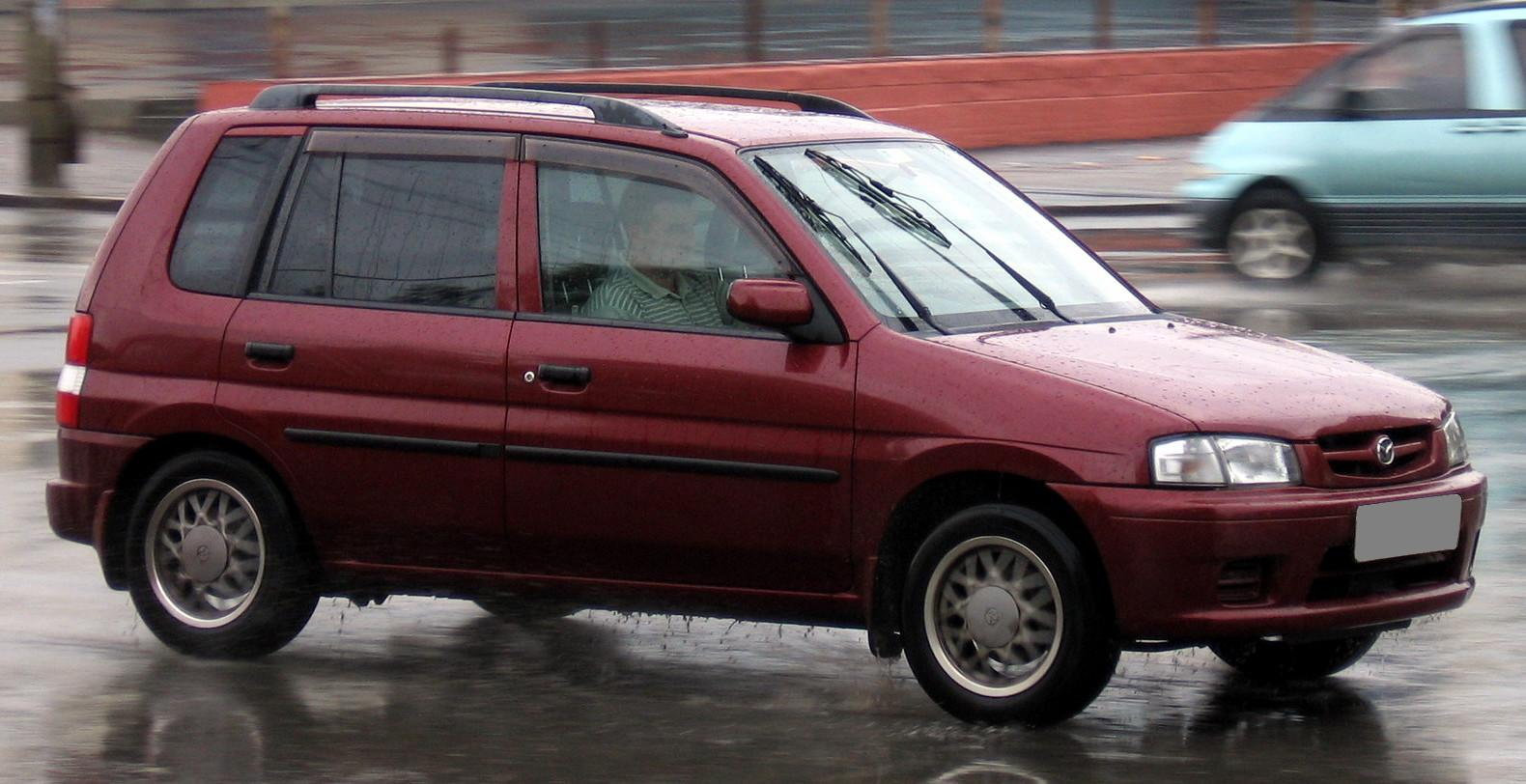
Első generációs Mazda Demio

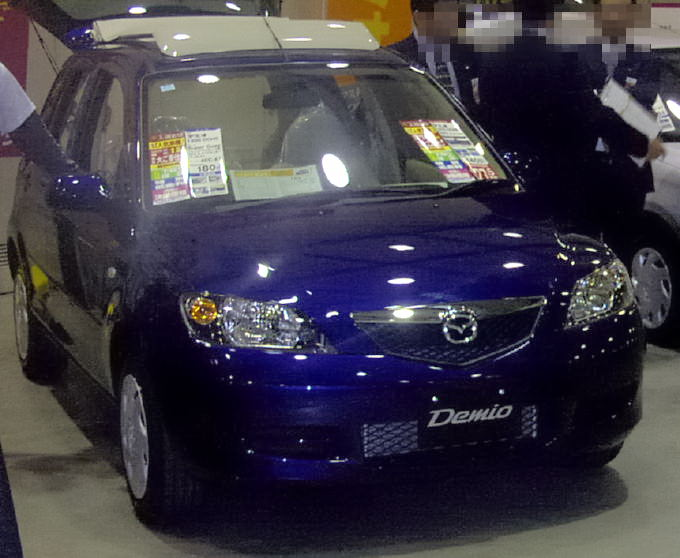
Második generációs Mazda Demio

A Mazda Demio a japán Mazda autógyártó ezredfordulós kisegyterűje, amelyet 1996 és 2002 között gyártottak.
(A 2002 és 2007 között gyártott második generáció, illetve a 2007-ben piacra dobott, teljesen új koncepció szerint tervezett kisautó Japánban továbbra is a Demio nevet kapták, míg a világ többi részén, így Európában és Magyarországon is, Mazda2-ként vezették be őket a termékpalettára. A szócikk ezen modellek adatait egyelőre nem tartalmazza.)

## Modelltörténet
A Demio gyártása 1996 augusztusában kezdődött a Mazda hirosimai Ujina gyáregységében.
A modell hamarosan igen népszerűvé vált a szigetországi vásárlók körében, szinte minden a japán nagyvárosok forgalmáról készült korabeli fényképeken felfedezhetünk belőle legalább egyet. Talán részben ennek köszönhetően a Demio hamarosan rangos szakmai elismerésben részesült szülőhazájában, az RJC (Automotive Researchers' and Journalists' Conference of Japan, Japán Autóipari Kutatók és Szakújságírók Konferenciája) az 1996-1997-es évadban az év autójának választotta.
A Demio külföldi piacokon való forgalmazása azonnal, még 1996-ban, megkezdődött, de Európába csak 1998-ban jutott el a modell.
1997-ben a Mazda bemutatta a Demio FCEV üzemanyagcellás tanulmányautót.
A Demio gyártása 2002 júliusában ért véget.

## Műszaki adatok
A Demio gyári kódja a (JMZ)DW (DW3W/DW5W).

### Motorváltozatok
A típushoz (első generációhoz) elérhető összes motorváltozat soros 4 hengeres, 16 szelepes SOHC szívó Otto-motor volt.
- 1324 cm³ (B3-ME) 46 kW/63 Le teljesítmény 5000-es fordulatszámon, 103 Nm nyomaték 3000-es fordulatszámon. (1996-1998)
- 1498 cm³ (B5-ME) 55 kW/75 Le teljesítmény 5500-as fordulatszámon, 116 Nm nyomaték 2500-as fordulatszámon (1996-1998)
- 1324 cm³ (B3E) 53 kW/72 Le teljesítmény 5500-as fordulatszámon, 108 Nm nyomaték 3500-as fordulatszámon (1999-2001)
- 1498 cm³ (B5E) 74 kW/99 Le teljesítmény, 127 Nm nyomaték (2000-2001)

A motorok 20-25 éves konstrukciók továbbfejlesztett változatai.

### Sebességváltók
- 5 sebességes manuális (F25-R)
- 4 sebességes automata

### Futómű
- elöl: MacPherson
- hátul: csatolt felfüggesztés

A Demio futóművét a magas karosszériához és a japán utak minőségéhez hangolták, emiatt (főleg hátul, terheletlenül) viszonylag keménynek mondható, de cserébe nagyszerű kezelhetőséget és jó úton kitűnő komfortot nyújt.

## Fényképek

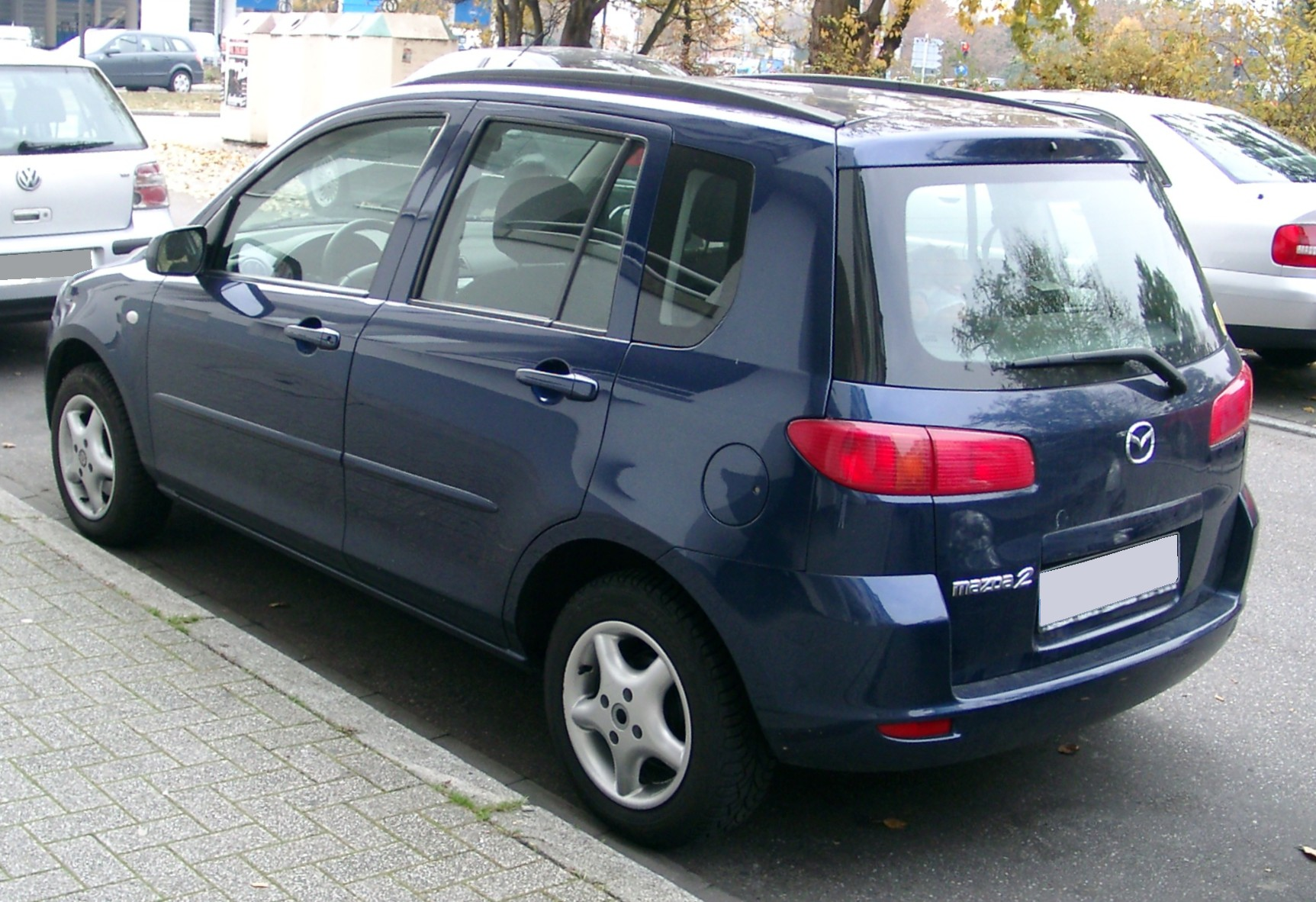
Mazda2 hátulról modellfrissítés előtt
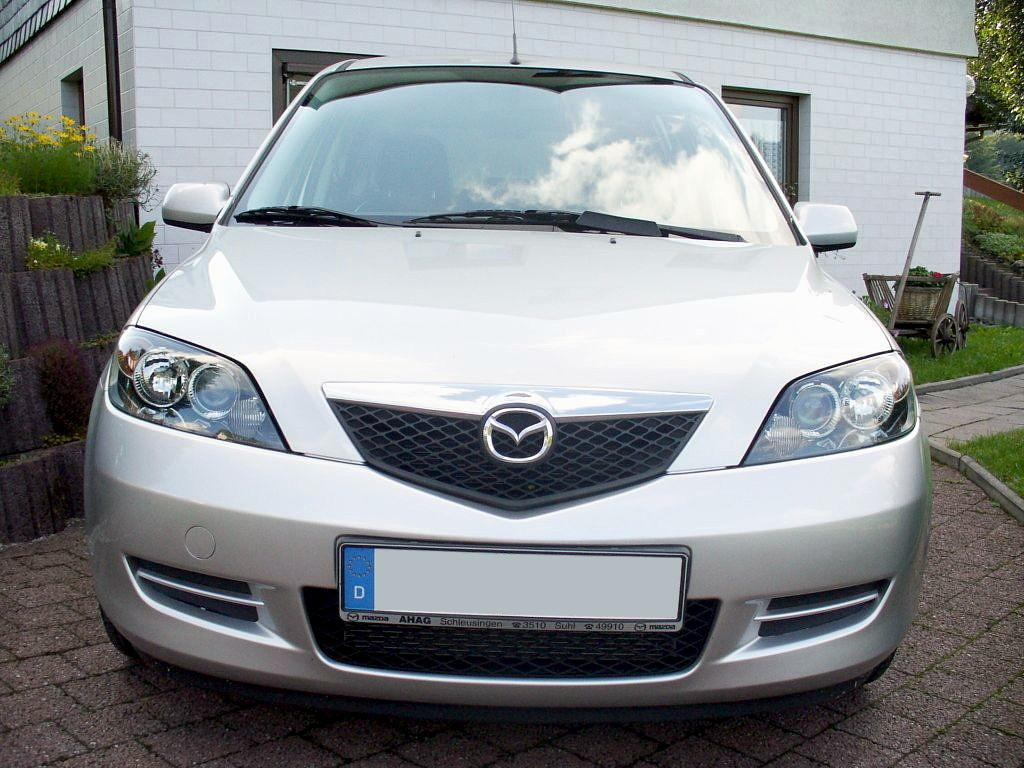
Mazda2 elölről modellfrissítés után
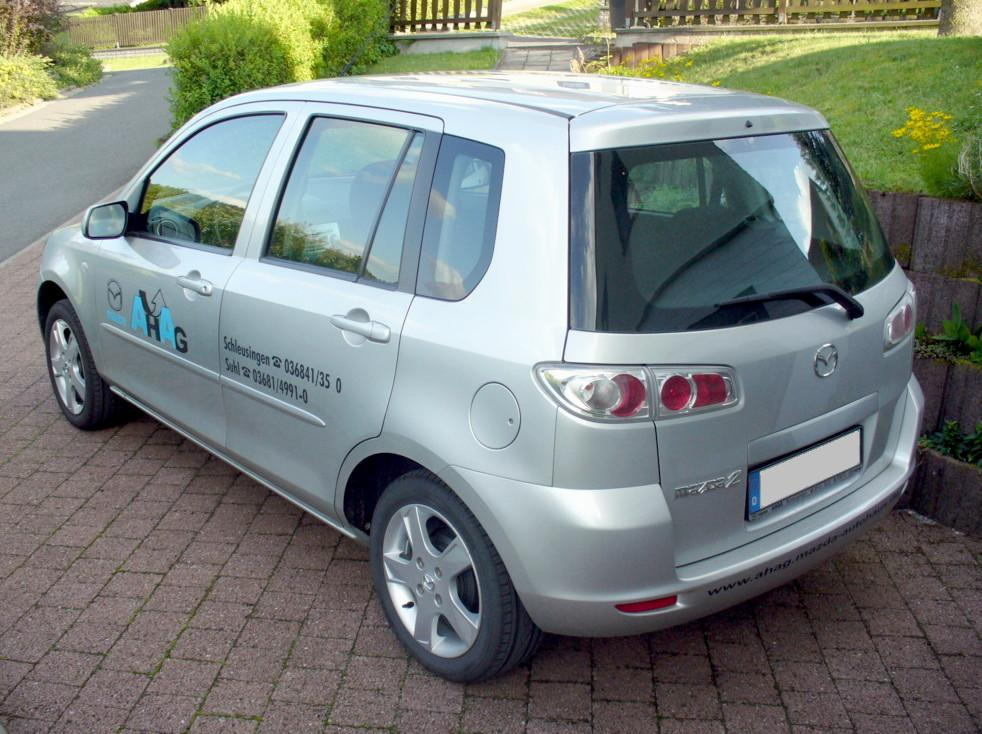
Hátsó nézet modellfrissítés után
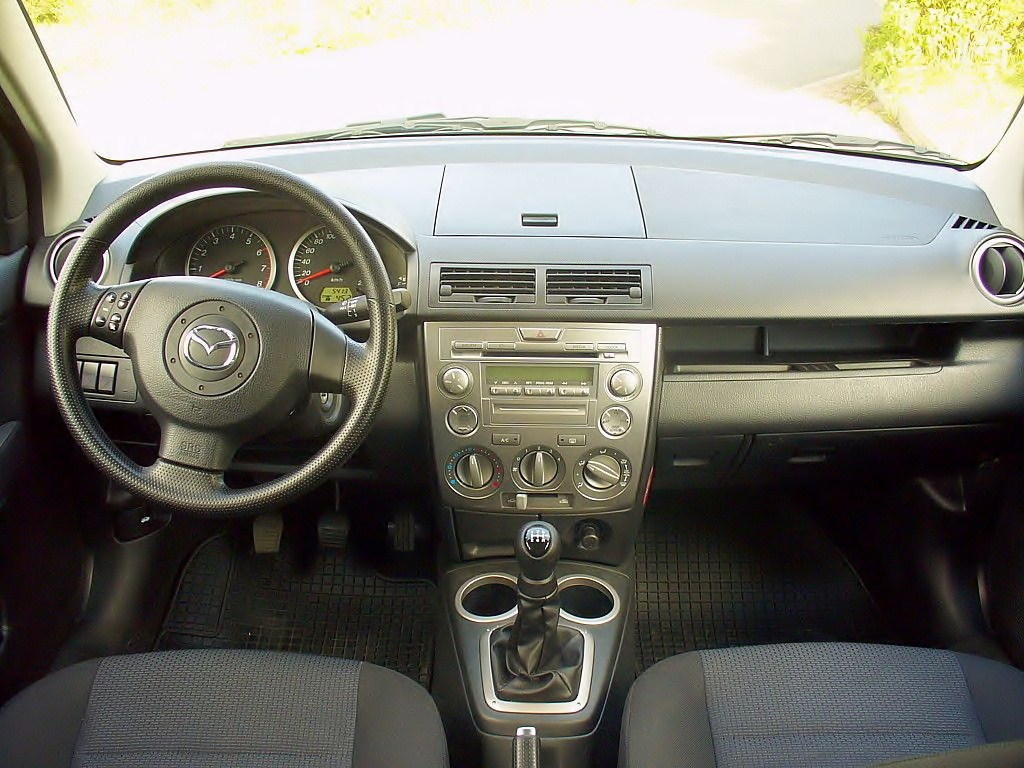
Belső nézet

- kép a modellfrissítés előtti változatról:
- képek a modellfrissítés utáni változatról:

## Külső hivatkozások
- http://www.wcoty.com/
- http://www.mazda2.hu/